# Lourdes Becerra
María Lourdes Becerra Portero (Sabadell, 4 de junio de 1973) es una deportista española que compitió en natación.
Ganó una medalla de bronce en el Campeonato Mundial de Natación en Piscina Corta de 1999 y dos medallas en el Campeonato Europeo de Natación en Piscina Corta de 1998.
Participó en tres Juegos Olímpicos de Verano, entre los años 1992 y 2000, ocupando el séptimo lugar en Atlanta 1996, en la prueba de 400 m estilos.

## Palmarés internacional
| Campeonato Mundial en Piscina Corta | Campeonato Mundial en Piscina Corta | Campeonato Mundial en Piscina Corta | Campeonato Mundial en Piscina Corta |
| Año                                 | Lugar                               | Medalla                             | Prueba                              |
| ----------------------------------- | ----------------------------------- | ----------------------------------- | ----------------------------------- |
| 1999                                | Hong Kong (China)                   | Medalla de bronce                   | 400 m estilos                       |
| Campeonato Europeo en Piscina Corta |                                     |                                     |                                     |
| Año                                 | Lugar                               | Medalla                             | Prueba                              |
| 1998                                | Sheffield (Reino Unido)             | Medalla de plata                    | 200 m braza                         |
| 1998                                | Sheffield (Reino Unido)             | Medalla de bronce                   | 400 m estilos                       |